# إيزابيلا أورسيني
إيزابيلا أورسيني (بالإيطالية: Isabella Orsini) هي ممثلة إيطالية، وُلدت في 2 ديسمبر 1974 في إيطاليا.

## وصلات خارجية
- إيزابيلا أورسيني على موقع IMDb (الإنجليزية)
- إيزابيلا أورسيني على موقع ألو سيني (الفرنسية)
- إيزابيلا أورسيني على موقع قاعدة بيانات الفيلم (الإنجليزية)
- إيزابيلا أورسيني على موقع كينوبويسك (الروسية)